# Национальные соревнования по бейсболу среди старших школ Японии
Национальные соревнования по бейсболу среди старших школ Японии (яп. 全国高等学校野球選手権大会 дзэнкоку ко:то: гакко: якю: сэнсюкэн тайкай) — ежегодный японский турнир по бейсболу, в котором участвуют студенты школ старшей ступени. В связи с популярностью бейсбола в Японии, этот турнир является крупнейшим и известнейшим юниорским спортивным мероприятием в стране. Соревнования организуются японской Федерацией бейсбола старших школ и одной из крупнейших газет Японии Асахи, основные игры проводятся в августе на стадионе Нансин-Косиэн, в связи с чем в народе бытует неофициальное название соревнований Летний Косиэн (яп. 夏の甲子園 нацу-но ко:сиэн) или просто Косиэн.
Соревнования проводятся в течение летних каникул у школьников. В июне-июле проводятся отборочные соревнования на региональном уровне, а уже в августе 49 лучших школ участвуют в основных играх на стадионе Косиэн.